# Волфганг Фридрих фон Вурмбранд-Щупах
Волфганг Фридрих фон Вурмбранд-Щупах (на немски: Wolfgang Friedrich Graf von Wurmbrand-Stuppach; * 1652, дворец Райтенау, Щирия; † 7 август 1704, Райтенау) е граф от знатната австрийска благородническа фамилия Вурмбранд-Щупах в Долна Австрия.

## Произход
Той е син (8-мо, от 14-те деца) на фрайхер Георг Андреас „Стари“ фон Вурмбранд-Щупах в Щикелберг (1621 – 1680) и съпругата му Мария Сузана Сидония Елизабет фон Кронег (1622 – 1682), дъщеря на фрайхер Йохан Вилхелм фон Кронег-Моозбург и Елизабет Кремер фон Кьонигсхофен. Внук е на фрайхер (от 1607) Рудолф II фон Вурмбранд-Щупах (1567 – 1625) в Щикелберг, Щайерсберг, Залодер, Заксенбрун, Райтенау, Нойхауз и Глогнитц, и Елизабет фон Ламберг (1587 – 1630). По-големият му брат граф Георг Андреас II „Млади“ фон Вурмбранд-Щупах (1648 – 1702) се жени на 14 февруари 1675 г. в Дорнау близо до Грац за графиня Мария Анна Галер фон Шварценег (1656 – 1713). Сестра му Мария Регина (1659 – 1715) се омъжва на 5 февруари 1685 г. в Грац за граф Игнац фон Атемс (1652 – 1732).
Фамилията е издигната през 1607 г. на фрайхер и от 1682 г. на граф. Фамилията притежава дворец Райтенау от 1602 до 1822 г.

## Фамилия
Волфганг Фридрих се жени на 19 април 1682 г. в Грац за графиня Мария Анна Колонитц фон Колеград (* 5 март 1662, Фрайберг; † 16 март 1735, Райтенау), дъщеря на граф Георг Готфрид Йохан Колонитц фон Колеград (1639 – 1672) и Мария Елизабет Рената фон Щубенберг (* 1633). Те имат девет деца:
- Йохан Максимилиан Гандолф (* 1683; † 21 август 1707)
- Мария Терезия Елеонора (* 1 август 1684; † 30 октомври 1740, Виена), омъжена на 24 юни 1714 г. в Грац за граф Георг Кристоф фон Щюргкх, фрайхер на Планкенварт (* 19 септември 1666, Грац; † 26 май 1739, Виена)
- Франц Георг Готфрид (* 10 октомври 1685, Грац; † 1686)
- Леополд Вилхелм Кристоф Кристиан (* 4 април 1687; † 20 април 1691)
- Йохан Йозеф (* 4 май 1688; † 21 декември 1750), женен на 28 април 1714 г. във Виена за графиня Розина фон Кевенхюлер (* 22 април 1694; † 13 март 1759), дъщеря на имперски граф Зигмунд Фридрих фон Кевенхюлер (1666 – 1742) и графиня Мария Рената фон Танхаузен (1675 – 1698)
- Мария Анна (* 28 септември 1689, Грац; † 19 февруари 1760, Грац), омъжена на 18 юни 1719 г. в Грац за първия си братовчед граф Тадеус фон Атемс (* 13 април 1691, Грац; † 13 август 1750, Грац), син на граф Игнац фон Атемс (1652 – 1732) и леля ѝ графиня Мария Регина фон Вурмбранд-Щупах (1659 – 1715)
- Карл Франц Антон (* 10 февруари 1695; † 12 септември 1768, Грац), женен на 19 февруари 1721 г. в Грац за графиня Мария Максимилиана Йозефа фон Херберщайн (* 23 март 1700, Грац; † 20 август 1766, Грац), дъщеря на граф Фердинанд Ханибал фон Хеберщайн и графиня Мария Терезия фон Ленгхаймб; имат 13 деца, само три порастват
- Леополд Зигмунд (* 5 февруари 1701, Райтенау; † 18 октомври 1759, Грац), женен на 28 юли 1731 г. в Грац за графиня Мария Анна Терезия Сабина фон Вилденщайн (* 17 февруари 1700, Грац; † 15 август 1772, Грац), дъщеря на граф Франц Августин фон Вилденщайн (1671 – 1742), фрайхер на Вилдбах и Кайздорф, и графиня Мария Анна Терезия фон Татенбах (* 1681); имат 5 деца, само три порастват
- Мария Августина(* 1 февруари 1703; † 1766)